# Vladimir Dubossarsky
 (juillet 2019).
Vladimir Dubossarsky (en russe : Владимир Ефимович Дубосарский, Vladimir Iefimovitch Doubossarski), né en 1964 à Moscou, est un artiste russe du genre pop art.
De 1994 à 2014, il travaille en duo avec Alexandre Vinogradov. Pour les curateurs, les critiques d’art et le marché de l’art, Vladimir Dubossarsky et Alexandre Vinogradov ont acquis une reconnaissance internationale.

## Formation
- 1980-1984 : Études à l’École d’Art de Moscou, Moscou
- 1988-1991 : Études à l’Institut des Beaux-Arts Sourikov (ru), Moscou
- 1994 : Devient membre de l’Union des Artistes, Moscou

## Biographie
Après ses études d'art à la Surikov Académie et son service dans l'armée, Vladimir Dubossarsky s'associe à Alexandre Vinogradov, qu'il connait depuis l'adolescence.
Dans une tradition d’atelier, tels Pierre et Gilles ou Gilbert et Georges, Alexandre et Vladimir travaillent à quatre mains, étudiant par le binôme l’enjeu de l’attribution de l’œuvre. Le tableau Picasso à Moscou (1994), représentant Picasso devant le Kremlin est la première œuvre qui les a réunis.
En 2003, leur consécration internationale s’est vue confirmée grâce à leur présence à la 50e Biennale de Venise lors de laquelle ils dévoilaient la série « Le monde sous-marin ». Cette dernière constituait une fraction de leur projet de « Peinture totale » entrepris en 2001. Il s’agissait d’un projet post-idéologique de peinture sur commande au moment même ou l’État avait cessé d’être le commanditaire des grandes œuvres d’art. L’exposition de « Peinture totale» a continué la même année, avec la série « Our Best World » à la Deitch Gallery (en) à New York. Des expositions événements dans des galeries renommées se sont par la suite enchaînées en 2003 chez Orel Art (Paris), en 2004 chez Vilma Gold (Londres), puis en 2005 à la Galerie Saatchi (Londres).
Depuis 2002, l’œuvre Le déjeuner sur l’herbe (2002) associée à leur projet de « Peinture totale » fait partie des collections permanentes du Centre Pompidou. Ils ont participé entre autres exemples à la rétrospective sur l’art russe du Guggenheim « Russia ! ». L’œuvre Russian Troïka (1995), inspirée de la nouvelle Les Âmes mortes de Nicolas Gogol dans laquelle la Russie comparée à une troïka devait par sa puissance forcer les portes du reste du monde, concluait l’événement. La version de Dubossarsky & Vinogradov met en scène un cocher faisant feu avec une kalachnikov sur un démon hurlant, un « bienvenue en Russie » revisité. Leur grande installation « The four seasons of russian painting » a été dévoilée à l’occasion de l’exposition de la galerie Tretyakov sur l’art russe du XXe siècle. Première d’une série de projets spéciaux commandés par la galerie Tretyakov, elle fait partie des collections permanentes et participera à de nombreuses autres expositions.
La vente aux enchères de la collection John L. Stewart chez Philipps de Pury’s à Londres les a fait entrer dans le top des artistes les mieux vendus, leurs peintures ayant largement dépassé les estimations. Pour exemple, Snow une toile datée de 2005 a été adjugée à 125 000 €, triplant ainsi son estimation la plus haute.
Vladimir Dubossarsky vit et travaille à Moscou.

## Expositions personnelles
2016
- Sweeter than sugar, exposition personnelle, Louise Alexander Gallery, Porto Cervo, Italie [2]

2008
- Galerie Vilma Gold, Londres

2007
- Dans l’atelier de l’artiste, Galerie Orel Art, Paris

2005
- 9 Nu(e) s, Galerie Orel Art, Paris
- 9 Nu(e) s, Galerie Charlotte Moser, Genève, Suisse
- Projet “Starz”, Première Biennale d’Art Contemporain, Moscou
- Russia, Galerie XL, Moscou

2004
- Dubossarsky & Vinogradov, Galerie Vilma Gold, Londres
- Galerie XL, Moscou
- Galerie Krinzinger, Vienne, Autriche

2003
- Underwater forever, Galerie Orel Art Presenta, Paris
- Le retour de l’artiste, 50e Biennale de Venise, Pavillon russe, Venise
- Raining, Galerie Krinzinger, Vienne, Autriche
- Astrakhan Blues, Galerie XL, Moscou
- Our Best Word, Deitch Project, New York
- Dubossarsky & Vinogradov, Galerie Vilma Gold, Londres

2002
- Painting for Finland, Galerie MUU, Helsinki, Finlande
- Total painting, Galerie XL, Moscou

2001
- Picture for London, Galerie Vilma Gold, Londres
- How are you, Ladies and Gentlemen?, Galerie Claudio Poleschi, Lucca, Italie
- Sweet girls, Galerie Fine Art, Moscou

2000
- Inspiration, Galerie XL, Moscou

1998
- P.S., Galerie Guelman, Moscou

1997
- Erntedankfest, Atelier Ester Freund, Vienne, Autriche
- Études, L-Gallery, Moscou

1996
- Littérature Russe, Galerie Guelman, Moscou
- Célébration, Galerie Guelman, Moscou
- Dubossarsky & Vinogradov, Moscow Fine Art Gallery, Moscow
- Picture for Reichstag, Hilgelman Gallery, Berlin

1995
- Paintings Made to Order, L-Gallery, Moscow

1994
- Picasso in Moscow, Studio-20 Gallery, Central House of Artists, Moscou

## Expositions collectives
2008
- Thaw, Russian Art From Glasnost to the Present, Chelsea Art Museum, New York

2007
- Art Paris Abu Dhabi, Galerie Orel Art, Abu Dhabi, EAU
- East/West, Galerie Orel Art, Paris
- I believe, Sous l’impulsion de Oleg Kulik, Vinzavod, Moscou
- Moscow World Fine Art Fair, Galerie Orel Art, Moscou
- SWAB art fair, Galerie Orel Art, Barcelone
- Galerie Tretiakov, Moscou

2006
- Russia!, Musée Guggenheim, Bilbao, Espagne
- ART ATTACK! (Art contempoarin russe), Galerie Orel Art, Paris

2005
- Russia! , Guggenheim Museum, New York
- Russian Pop Art, Galerie d’État Tretiakov, Moscou
- Angels, MUKHA, Anvers, Belgique

2004
- Expander, Royal Academy of Arts, Londres
- Moscou - Berlin, Berlin- Moscou, State Historical Museum, Moscou
- Candyland Zoo, KIAD, Canterbury

2003
- Moscou - Berlin, Berlin- Moscou, Berliner Gropius-Bau, Berlin
- Art Festival at the Bay of Joy "Melioration", Kliazma, Russie
- Dirty Pictures, The Approach, Londres
- Suivi de chantier-Work in progress, Galerie Suzanne Tarasiève, Paris
- Deitch Projects à l’Armory, New York

2002
- Moscou - Moscou, Biennale Sao Paolo, Brésil
- Festival Art Kliazma, Kliazma, Russie
- Urgent painting, Musée d’Art Moderne de la Ville de Paris, Paris
- Russian Contemporary Painting 1992-2002, Maly Manège, Moscou
- Davai. Russian Art Now, Aus dem Laboratorium der Freien Kunste in Russland, Berlin
- The Galleries Show, Royal Academy of Art, London
- Davai, MAK, Austrian Museum of Applied Arts, Vienne, Autriche
- Moscou. Paradise 2002, Galerie Krinzinger, Vienne, Autriche
- Bizarre, (curated by Luca Beatrice), 3G Art Contemporanea, Udine, Italie

2001
- Made in Italy, Palazzo della Triennale, Milan, Italie
- Russian Madness, Biennale de Valence, Espagne
- Moscow workshop, Art Moscou, Moscou
- Warhol week in Moscow, Galerie XL, Moscou
- Players, Watermill Center of Robert Wilson, États-Unis
- Russian artists in Vienna, Schloss Grafenegg, Vienne, Autriche
- Escape, 2e Biennale de Tirana, Albanie

2000
- I hate you in June, Ein Harod Museum, Israël
- In & Out, I Biennale de Tirana, Albanie
- Guelman’s collection, The State Russian Museum, Saint-Pétersbourg
- Shivers, Galerie Cesare Manzo, Pescara, Italie
- Vilnius Painting Triennale, Centre d’Art Contemporain, Vilnius, Lituanie
- Fuori Uso 2000 The Bridges, Pescara, Italie

1997
- Moscow - Uriupinsk. To Russia with Love, Uriupinsk
- Art-Moscow, Central House of Artists, Moscou
- Topical Art of Russia, Sécession, Vienne
- History Presented in Persons, Samara, Perm, Novossibirsk
- Verbal Line in Contemporary Russian Art, Russian Cultural Center, Budapest, Hongrie

1996
- Moscow Forum of Art Initiatives, Small Manege, Moscou

1995
- Russian Beauty, TZSI, Moscow
- Walks Behind the Sky-Line, 100 Beliaevo Exhibition Hall, Moscou
- Action Artists Against Sex, Manhattan-Express Club, Moscou
- Home, 100 Beliaevo Exhibition Hall, Moscou
- An Artist and his Model, Moscow Fine Art Gallery, Moscou
- INTERREGNUM, Kunsthalle Nurnberg, Nuremberg, Allemagne

1994
- May Exhibition, House of Artists in 20, Kuznetskii Most, Moscou
- Reproduction Mon Amour, Laboratory Gallery, Moscou

## Acquisitions
- Centre Georges Pompidou, Paris
- Collection Gagosian, Londres
- Bonn Historical Museum, Bonn, Allemagne
- Galerie Tretyakov, Moscou
- Collection Saatchi, Londres
- Ivanovo Museum, Ivanovo, Russie
- Iaroslavl Museum, Iaroslavl, Russie
- MAK, Austrian Museum of Applied Arts, Vienne, Autriche
- Musée d'Art Moderne, Houston, États-Unis
- Musée d'Art Moderne de la ville de Moscou, Moscou
- Musée d'Art Moderne, Avignon, France
- Musée de DUK Université, États-Unis
- Musée National Russe, Saint-Pétersbourg
- Pavillon de la Sécession, Vienne, Autriche
- Musée de la Photographie, Moscou
- Musée d’art contemporain de Valence, Espagne